# Iehorivka, Prîlukî
Iehorivka (în ucraineană Єгорівка) este un sat în comuna Didivți din raionul Prîlukî, regiunea Cernihiv, Ucraina.

## Demografie
Componența lingvistică a localității Iehorivka
     Ucraineană (98,15%)
     Rusă (1,72%)
     Alte limbi (0,13%)
Conform recensământului din 2001, majoritatea populației localității Iehorivka era vorbitoare de ucraineană (98,15%), existând în minoritate și vorbitori de rusă (1,72%).